# Перегреб (Ленинградская область)
Перегреб — деревня в Старопольском сельском поселении Сланцевского района Ленинградской области.

## История
Деревня Перегреб упоминается на карте Санкт-Петербургской губернии Ф. Ф. Шуберта 1834 года:

ПЕРЕГРЕБ — деревня принадлежит её Величеству, число жителей по ревизии: 66 м. п., 73 ж. п. (1838 год)

Деревня Перегреб отмечена на карте профессора С. С. Куторги 1852 года:

ПЕРЕГРЕБ — деревня Гдовского её величества имения, по просёлочной дороге, число дворов — 21, число душ — 62 м. п. (1856 год)

ПЕРЕГРЕБ (ПЕРЕГРОБ) — деревня удельная при реке Долгой, число дворов — 17, число жителей: 65 м. п., 77 ж. п.; Часовня православная. (1862 год) 

В XIX — начале XX века деревня административно относилась к Старопольской волости 2-го земского участка 1-го стана Гдовского уезда Санкт-Петербургской губернии.
Согласно Памятной книжке Санкт-Петербургской губернии 1905 года деревня образовывала Перегребское сельское общество.
С 1917 года деревня находилась в составе Старопольской волости Гдовского уезда.
- Деревня Перегреб на карте 1919 года

Согласно карте Петроградской и Эстляндской губерний 1919 года в деревне находилась деревянная часовня.
С 1922 года в составе Перегребского сельсовета Доложской волости.
С 1924 года в составе Зажупанского сельсовета.
С февраля 1927 года в составе Выскатской волости.
С августа 1927 года в составе Рудненского района.
С 1928 года в составе Столбовского сельсовета. В 1928 году население деревни составляло 262 человека.
По данным 1933 года деревня называлась Кр. Перегреб и входила в состав Столбовского сельсовета Рудненского района. С июля 1933 года, в составе Осьминского района.
С 1 августа 1941 года по 31 января 1944 года была оккупирована.
С 1961 года в составе Сланцевского района.
С 1963 года в составе Кингисеппского района.
По состоянию на 1 августа 1965 года деревня Перегреб входила в состав Заручьевского сельсовета Кингисеппского района. С ноября 1965 года, вновь в составе Сланцевского района. В 1965 году население деревни составляло 10 человек.
По данным 1973 года деревня Перегреб входила в состав Заручьевского сельсовета Сланцевского района.
По данным 1990 года деревня Перегреб входила в состав Старопольского сельсовета.
В 1997 году в деревне Перегреб Старопольской волости проживали 2 человека, в 2002 году — 5 человек (все русские).
В 2007 году в деревне Перегреб Старопольского СП проживал 1 человек, в 2010 году постоянного населения не было.

## География
Деревня расположена в юго-восточной части района на автодороге 41К-812 (Филево — Перегреб) к востоку от автодороги 41К-163 (Менюши — Заручье — Каменец).
Расстояние до административного центра поселения — 18 км.
Расстояние до ближайшей железнодорожной платформы Сланцы — 60 км.
Деревня находится на правом берегу реки Долгая.

## Демография
| 1862 | 2007 | 2010 | 2017 |
| ---- | ---- | ---- | ---- |
| 142  | ↘1   | ↘0   | ↗5   |